# 2940 Bacon
2940 Bacon è un asteroide della fascia principale. Scoperto nel 1960, presenta un'orbita caratterizzata da un semiasse maggiore pari a 2,7835210 UA e da un'eccentricità di 0,2346870, inclinata di 6,43705° rispetto all'eclittica.